# On the Warpath
On the Warpath è un cortometraggio muto del 1911 diretto da George Melford.

## Trama
Nel West, il piccolo Bobbie ascolta due cacciatori che raccontano come ai vecchi tempi avevano difeso una capanna da un attacco di indiani. Il giorno dopo, arriva la notizia che gli indiani sono scesi sul piede di guerra. I genitori di Bobbie si preparano a porre in salvo la famiglia raggiungendo la più vicina postazione militare ma Bobbie, non visto, scivola fuori dal carro con in braccio un fucile, deciso a difendere la capanna. Quando i Newcombe si rendono conto che il bambino non c'è più, un gruppo di volontari torna indietro, arrivando in tempo a salvare Bobbie che sta sparando contro gli indiani.

## Produzione
Il film fu prodotto dalla Kalem Company

## Distribuzione
Distribuito dalla General Film Company, il film - un cortometraggio in una bobina - uscì in sala il 1º settembre 1911. Una copia della pellicola, anche se incompleta, viene conservata negli archivi della Library of Congress.